# Kyllinga afropumila
Kyllinga afropumila är en halvgräsart som beskrevs av Kaare Arnstein Lye. Kyllinga afropumila ingår i släktet Kyllinga och familjen halvgräs. Inga underarter finns listade i Catalogue of Life.